# Sergio Torromino
Sergio Torromino (Crotone, 18 ottobre 1965) è un politico italiano.

## Biografia
Nato e cresciuto a Crotone, dopo il diploma di Perito capotecnico all'Istituto Tecnico Industriale di Catanzaro intraprende l'attività di Responsabile di Cantiere presso l'azienda Pertusola Sud. Alla fine degli anni '90 entra nell'azienda di famiglia ampliandola sino a raggiungere un organico di oltre 200 dipendenti con sedi distaccate a Crotone, Piacenza e Cremona.
Nel 2014 viene eletto Presidente della Sezione Metalmeccanici di Confindustria Crotone.
Negli anni si dedica inoltre a promuovere e sovvenzionare varie associazioni sportive, quali la società calcistica Football Club Crotone, la Rari Nantes Crotone e altre più piccole realtà territoriali.

### Attività politica
Nel 2016 si candida alle elezioni amministrative di Crotone in una lista civica, risultando eletto consigliere comunale con 672 preferenze.
Il 18 aprile 2017 il coordinatore regionale di Forza Italia Jole Santelli lo nomina coordinatore provinciale del partito a Crotone; il successivo 31 luglio in Consiglio comunale viene ufficialmente costituito il gruppo consiliare di Forza Italia al Comune di Crotone.
Alle elezioni politiche del 2018 viene candidato nella lista di Forza Italia nella circoscrizione Calabria, non venendo eletto.
Alle elezioni regionali in Calabria del 26 gennaio 2020 è candidato in Consiglio regionale nella lista Santelli Presidente, nella circoscrizione centro, ma non viene eletto.
Il 7 maggio 2020 viene proclamato deputato, subentrando in qualità di primo dei non eletti, a Domenico Giannetta.